# Eisphorá
En la Antigua Grecia, la eisphorá (en griego antiguo εἰσφορά), literalmente «pago, contribución») era un impuesto excepcional sobre el capital recaudado por una polis (ciudad) para hacer frente a los gastos inherentes a una guerra.
Lo esencial de las fuentes concierne a Atenas del siglo IV a. C., aunque está atestiguada también en otros lugares. Por ejemplo, Caridemo recurrió a ella en Etolia para financiar la guerra contra Artabazo; Beocia hizo lo mismo durante la guerra de Corinto. Incluso Esparta puso en práctica el pago de un impuesto directo.

## En Atenas
La eisphorá afectaba a los ciudadanos (incluidos los menores) y, al menos a partir de finales del siglo V a. C., a los metecos. Atañía al conjunto de bienes de un individuo, mobiliario (esclavos, objetos de valor, dinero, etc.) o inmuebles (talleres, tierras, casas, etc.), con la excepción de los arrendamientos (concesiones mineras, granjas). En ausencia de catastro y teniendo en cuenta la fragmentación de las propiedades, sólo el propietario era realmente capaz de decir cuáles eran sus posesiones. En consecuencia, los contribuyentes debían declarar el valor de sus bienes (τίμημα/tímêma), lo que dejaba la puerta abierta a tentativas de fraude.

### Creación
La fecha de creación no se sabe con certeza. Tucídides refiere que en el otoño de 428 a. C., ante la perspectiva de hacer frente al sitio de Mitilene, «los atenienses pagaron ellos mismos —entonces por primera vez— un impuesto extraordinario (eisphorá) que ascendía a doscientos talentos». El segundo decreto de Calias evoca ya la eisphorá como una institución. Una parte de los historiadores fechan este decreto en 434-433 a. C.; para ellos, la eisphorá de 428 fue la primera de la guerra del Peloponeso. Otros piensan que se refiere a que fue la primera eisphorá que permitió recaudar una cifra tan considerable. Otros historiadores asignan una fecha más tardía al decreto y consideran que la eisphorá de 428 a. C. fue absolutamente la primera instituida. Opinan Meiggs y Levis que este tipo de impuesto aparece mencionado anteriormente, y que no debe entenderse en sentido absoluto, sino en que fue la primera vez que se aplicó en la guerra del Peloponeso. En 424 a. C., Aristófanes la recuerda como algo habitual. En el siglo IV a. C., Demóstenes supo de al menos dos durante los años de su tutela de Áfobo; los oradores áticos hablan de la eisphorá con frecuencia.

### Derrama
Parece que la derrama estaba determinada por la posesión de un capital fijo. Se sabe que la clase más pobre de la clasificación de Solón, los thetes, no eran imponibles. En el siglo V a. C., la clase de los zeugitas disponían de una renta de 200 dracmas por año, es decir, un capital de 2500 dracmas, sobre la base del 8% de rendimiento. En el siglo IV a. C., la renta necesaria para ser zeugita estaba establecida en 150 dracmas, es decir un capital de 1875 dracmas. Es probable que el umbral de la eisphorá fuera idéntico.
En 322 a. C., Antípatro de Macedonia abolió la democracia y fijó en 2000 dracmas el capital necesario para disfrutar de todos sus derechos políticos; quedaban 9000 ciudadanos atenienses. Sobre esta base, algunos autores han estimado que 6000 personas poseían 2500 dracmas de capital y eran por tanto imponibles. Otros se inclinan por un número de contribuciones más elevado, de 14 000 a 22 000  (en 428 a. C.) o 20 000 (en el siglo IV a. C.) En conjunto, la eisphorá concernía pues a «una gran minoría de atenienses», metecos incluidos.

### La reforma de 378-377a.C.
La eisphorá perdió su justificación con el final de la Guerra de Decelia (última fase de la guerra del Peloponeso). En 403 a. C., Atenas detrajo de una tasa impositiva, llamada asimismo eisphorá, una cantidad de dinero para reembolsar el dinero prestado a los Treinta Tiranos por los lacedemonios, pero no se trataba de una recaudación normal.
Las retenciones recomenzaron en 395 a. C. en la guerra de Corinto, durante la cual fueron efectuadas de cinco a seis recaudaciones. Cesaron después de la Paz de Antálcidas (386 a. C.), pero se reemprendieron en 378 a. C. con ocasión de un nuevo conflicto, puesto que esta vez, Atenas había jurado no subir el tributo a sus aliados. La eisphorá fue entonces objeto de una reforma. Polibio indica que se procedió a una evaluación (timêma) de todos los bienes del Ática, resultando un montante total declarado de 5750 talentos, que pasaría a 6000 talentos en 354 a. C.
Esta suma les ha parecido baja a algunos historiadores, sobre todo en comparación con el tesoro ateniense en 431 a. C. Para estos, el timêma no representaba más que una parte de la riqueza total del Ática (ousia), evaluada en 20.000 talentos como mínimo. Apoyándose en unos pasajes difíciles de Julio Pólux y de Demóstenes, consideran que la eisphorá era un impuesto progresivo, que se sustentaba en las clases solonianas: para los pentacosiomedimnos (la clase más rica), la base imponible sería la quinta parte del capital real. Esta proporción sería una sexta parte para los hippeis (caballeros) y una décima parte para los zeugitas. Esta teoría es rechazada por otros historiadores, que valoran las fuentes de forma diferente. Para ellos, las clases censitarias de Solón no tenían ya sentido en el siglo IV a. C., y no pueden servir para fines fiscales: se fundan sobre los ingresos, mientras que la eisphorá era un impuesto sobre el  capital. Además, de acuerdo con estas clases, un trabajador cualificado del siglo IV a. C., pagado con una dracma diaria, sería considerado un hippeis, lo que no parece verosímil.
La principal innovación descansa sobre el modo de repartición de la eisphorá. Según Filócoro, «los atenienses fueron divididos por primera vez en sinmorías bajo el arcontado de Nausinico». Clidemo indica que «fueron también divididos en cincuenta grupos que llamaron naucrarías, así como el centenar de grupos entre los que son divididos actualmente se llaman sinmorías». Algunos historiadores deducen que las sinmorías (o grupos fiscales) instituidas eran cien. Otros estiman que eran veinte, como las veinte sinmorías que instituyó la ley de Periandro en 357 a. C. para la trierarquía.